# Ambazonia Defence Forces
L'Ambazonia Defence Forces (ADF) è un'organizzazione paramilitare attiva nella crisi anglofona in Camerun che agisce come forza armata dell'autoproclamata Repubblica Federale dell'Ambazonia.
Fu creata nel 2017 dall'Ambazonia Self-Defence Council (ASDC).